# Frederic Moore
Frederic Moore (13 maggio 1830 – 10 maggio 1907) è stato un entomologo britannico.

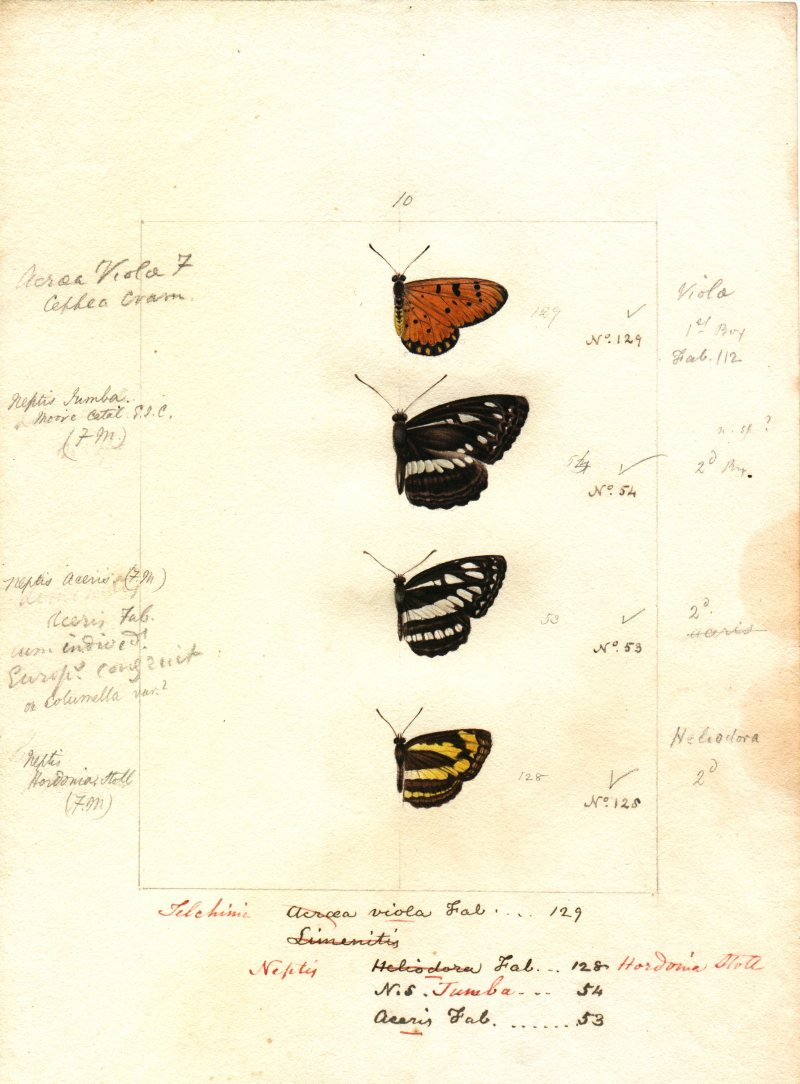
Acquerello di Robert Templeton con annotazioni di Frederic Moore sul margine sinistro

Moore era il vice-direttore nel museo della Compagnia delle Indie Orientali di Londra. Continuò a ricoprire questo ruolo fino a quando il museo venne chiuso nel 1879. Scrisse Lepidoptera indica (1890-1913), un'opera fondamentale, in 12 volumi, sulle farfalle dell'Asia meridionale, che venne ultimata da Charles Swinhoe dopo la sua morte. Classificò molte nuove specie.